# We Can't Stop
We Can't Stop è un singolo della cantante statunitense Miley Cyrus, pubblicato il 3 giugno 2013 come primo estratto dal quarto album in studio Bangerz.

## Descrizione
Il brano è stato scritto dalla stessa Miley Cyrus insieme a Mike L. Williams II, Timothy Thomas, Pierre Slaughter, Ricky Walter, Theron Thomas e Douglas Davis ed è stato presentato per la prima volta dal vivo in occasione degli MTV Video Music Awards 2013. Nel ritornello sono presenti delle interpolazioni tratte dai brani La Di Da Di di Doug E. Fresh e Slick Rick del 1985 e We Run Things di Flourgon del 1988. Il singolo ha riscosso un buon successo mondiale arrivando alla numero uno nelle classifiche in Nuova Zelanda e Regno Unito e alla numero due negli Stati Uniti d'America.

## Accoglienza
In seguito al suo lancio, il brano ha ricevuto recensioni contrastanti dai critici. Sam Lansky da Idolator ha dato al brano una recensione positiva e ha affermato che "non somiglia a nessun'altra cosa in radio" e che nonostante sia un "brano strano", "c'è un qualcosa di favolosamente brillo; sembra una quintessenza della California. Il tutto sembra solo strano, e piuttosto intrigante". Adam Carlson dall'Entertainment Weekly ha dichiarato che il brano è "vivace, stupido e (oserei?) contagioso - come Kesha in Benadryl". Lyndsey Parker da Yahoo! Musica ha definito il brano "un seguito adulto a Party in the U.S.A.. Miley sta solo festeggiando un po' di più ora". Il The Wall Street Journal ha affermato che il brano è "orecchiabile, come in una specie di piacere proibito". Jon Dolan dal Rolling Stone ha dato al brano 2 stelle su 5 affermando che "Miley Cyrus che prova a sbancare nelle discoteche è incantevole, ma c'è ancora un po' troppa Disney nella sua voce per sfondare in pista. Il testo - "non capisci che la vita è nostra?" - sarebbe un'affermazione eccentrica per una qualsiasi cantante".
Miley Cyrus è stata contestata per aver alluso in alcuni spunti del testo al consumo della cocaina come forma di divertimento e benessere.

## Video musicale
Il videoclip, diretto da Diane Martel e filmato a Los Angeles nell'ultima settimana di maggio 2013, è stato presentato il 19 giugno 2013. Il video ripercorre le tappe di una stravagante festa che Miley Cyrus ha organizzato in una dimora trasandata. Si apre con Miley che si sistema una griglia dorata sui denti e si prepara a festeggiare con i ragazzi. La ragazza si diverte a schiaffeggiare il fondoschiena delle amiche e fa twerk, una forma di ballo che mima l'amplesso sessuale e per la quale è stata contestata, con donne afroamericane. I suoi amici invece se la spassano: formano un teschio con le patatine fritte, masticano panini con i soldi, arrostiscono i marshmallow, si affettano le dita della mano con un coltello facendo schizzare sangue rosa; Miley stessa emula un amplesso saffico con una Barbie enorme che bacia appassionatamente in piscina. Si susseguono scene in cui i ragazzi festanti si calpestano a vicenda.
Il video è stato sommerso da visite in pochi giorni divenendo il video più veloce della rete ad aver superato le 100 milioni di visite.
Mashable lo ha definito una «miscela di un video di Sky Ferreira e del video Just Dance di Lady Gaga infusa con la nuova immagine di Miley Cyrus». James Montgomery da MTV ha affermato che il video rimanda a «Dirrty di Christina Aguilera e Criminal di Fiona Apple, per non menzionare l'eccesso di color caramello di cineasti come Harmony Korine e Gregg Araki». The Washington Post ha dichiarato che le scene richiamano «le puntate di Girls mescolate a Rita Ora e Chanel West Coast».
Il video ha ricevuto recensioni tiepide. La redattrice Bonnie Fuller dal The Huffington Post ha definito il video «molto sofisticato», «l'apogeo di una strategia ben ponderata e di un cambiamento di immagine». Ha anche lodato Miley Cyrus per il messaggio che lancia in «una celebrazione della libertà». Billboard ha dato una recensione positiva al video definendolo «folle» e affermando che è «fantasiosamente sconnesso e volontariamente provocatorio; bisogna semplicemente guardarlo per crederci». Us Weekly lo ha definito «scandaloso», «perverso» e «surreale». USA Today ha dichiarato che il video è «tutto sommato una strategia bizzarra e interessante ma molto probabilmente disperata della star di talento». Il video ha ricevuto tre nomination agli MTV Video Music Awards 2013 nelle categorie miglior video pop, miglior video femminile e miglior montaggio.
È uno dei video che ha ottenuto la certificazione Vevo.

## Tracce
CD singolo (Germania)
1. We Can't Stop – 4:00
2. We Can't Stop (Instrumental) – 3:57

Download digitale
1. We Can't Stop – 3:52

## Successo commerciale
We Can't Stop ha debuttato all'undicesimo posto della classifica statunitense, risultando essere la più alta nuova entrata della settimana. Contemporaneamente, il singolo ha, inoltre, fatto il suo debutto al terzo posto della classifica digitale statunitense con 214 000 copie vendute. La settimana
seguente, il brano ha perso sedici posizioni, scendendo alla 27ª nella Billboard Hot 100 con una vendita pari a 93 000 copie. Nella terza settimana consecutiva di presenza, il brano ha raggiunto il quinto posto (161 000 copie), ed è diventata la 7ª hit della cantante ad entrare nei primi dieci posti della classifica statunitense. La settimana successiva, We Can't Stop ha raggiunto la terza posizione (209 000 copie), ed è diventata la seconda hit della cantante ad aver raggiunto il podio dopo Party in the U.S.A. (nel 2009, 2º posto).
In tre mesi, il singolo ha venduto 2 124 000 copie, certificato doppio disco di platino.

## Classifiche
| Classifica (2013)     | Posizione massima |
| --------------------- | ----------------- |
| Australia             | 4                 |
| Austria               | 8                 |
| Belgio (Fiandre)      | 20                |
| Belgio (Vallonia)     | 11                |
| Canada                | 3                 |
| Danimarca             | 11                |
| Finlandia             | 15                |
| Francia               | 26                |
| Germania              | 16                |
| Giappone              | 85                |
| Irlanda               | 7                 |
| Italia                | 33                |
| Norvegia              | 3                 |
| Nuova Zelanda         | 1                 |
| Paesi Bassi           | 49                |
| Regno Unito           | 1                 |
| Repubblica Ceca       | 9                 |
| Slovacchia            | 19                |
| Spagna                | 5                 |
| Stati Uniti           | 2                 |
| Stati Uniti (digital) | 2                 |
| Stati Uniti (pop)     | 9                 |
| Stati Uniti (radio)   | 15                |
| Svezia                | 5                 |
| Svizzera              | 19                |